# Tweede Kamerverkiezingen in het kiesdistrict Arnhem (1850-1888)
Tweede Kamerverkiezingen in het kiesdistrict Arnhem (1850-1888) geeft een overzicht van verkiezingen voor de Nederlandse Tweede Kamer in het kiesdistrict Arnhem in de periode 1850-1888.
Het kiesdistrict Arnhem was al ingesteld in 1848. De indeling van het kiesdistrict werd in 1850 gewijzigd bij de invoering van de Kieswet. Tot het kiesdistrict behoorden vanaf dat moment de volgende gemeenten: Apeldoorn, Arnhem, Barneveld, Brummen, Doorwerth, Ede, Ermelo, Harderwijk, Hemmen, Heteren, Nijkerk, Putten, Renkum, Rheden, Rosendaal en Wageningen
In 1858 werd de indeling van het kiesdistrict gewijzigd. De gemeenten Barneveld, Nijkerk en Putten werden toegevoegd aan het kiesdistrict Amersfoort. Tevens werd een gedeelte van het kiesdistrict Nijmegen (de gemeenten Elst en Valburg) toegevoegd aan het kiesdistrict Arnhem.
In 1864 werd de indeling van het kiesdistrict wederom gewijzigd. De gemeente Apeldoorn werd toegevoegd aan het kiesdistrict Deventer. Tevens werd een gedeelte van het kiesdistrict Nijmegen (de gemeenten Huissen en Westervoort) toegevoegd aan het kiesdistrict Arnhem.
In 1869 werd de indeling van het kiesdistrict wederom gewijzigd. De gemeenten Ermelo en Harderwijk werden toegevoegd aan het kiesdistrict Amersfoort.
In 1878 werd de indeling van het kiesdistrict wederom gewijzigd. De gemeente Ede werd toegevoegd aan het kiesdistrict Amersfoort. Tevens werd een gedeelte van het kiesdistrict Nijmegen (de gemeente Duiven) toegevoegd aan het kiesdistrict Arnhem.
Het kiesdistrict Arnhem was in deze periode een meervoudig kiesdistrict: het vaardigde twee leden af naar de Tweede Kamer. Om de twee jaar trad een van de leden af; er werd dan een periodieke verkiezing gehouden voor de vrijgevallen zetel. Bij algemene verkiezingen (na ontbinding van de Tweede Kamer) bracht elke kiezer twee stemmen uit. Om in de eerste verkiezingsronde gekozen te worden moest een kandidaat minimaal de districtskiesdrempel behalen; indien nodig werd een tweede ronde gehouden.
Legenda
- cursief: in de eerste verkiezingsronde geplaatst voor de tweede ronde;
- vet: gekozen als lid van de Tweede Kamer.

## 27 augustus 1850
De verkiezingen waren algemene verkiezingen; zij werden gehouden na ontbinding van de Tweede Kamer na inwerkingtreding van de Kieswet.
|                         | 27 augustus |
| ----------------------- | ----------- |
| Kiesgerechtigden        | 2.361       |
| Opkomst                 | 1.809       |
| Geldige stemmen         | 3.544       |
| Blanco stemmen          | 37          |
| Kiesdrempel             | 886         |
| Kandidaten              |             |
| M.J. de Man             | 959         |
| W.H. Dullert            | 950         |
| G. Groen van Prinsterer | 751         |
| Æ. Mackay               | 622         |
| E.W. van Dam van Isselt | 68          |
| G.J.C. Schneither       | 61          |
| J.M. de Kempenaer       | 24          |

## 24 september 1850
Maximiliaan de Man was bij de verkiezingen van 27 augustus 1850 gekozen in twee kiesdistricten, Almelo en Arnhem; hij opteerde voor Almelo. Willem Dullert was bij die verkiezingen eveneens gekozen in twee kiesdistricten, Arnhem en Zutphen; hij opteerde voor Zutphen. Als gevolg hiervan werd in Arnhem voor beide zetels een naverkiezing gehouden.
|                                       | 24 september | 8 oktober |
| ------------------------------------- | ------------ | --------- |
| Kiesgerechtigden                      | 2.361        | 2.361     |
| Opkomst                               | 1.718        | 1.608     |
| Geldige stemmen                       | 3.407        | 3.169     |
| Blanco stemmen                        | 27           | 37        |
| Kiesdrempel                           | 852          | 792       |
| Kandidaten                            |              |           |
| W. van Lynden                         | 835          | 968       |
| Æ. Mackay                             | 796          | 884       |
| P.C.G. Guyot                          | 550          | 686       |
| G.J.C. Schneither                     | 457          | 631       |
| W.A.A.J. Schimmelpenninck van der Oye | 403          |           |
| J.A. de Fremery                       | 338          |           |
| E.L. van Voorst tot Voorst            | 208          |           |
| J.M. de Kempenaer                     | 69           |           |
| G.A. de Fokker                        | 52           |           |

## 8 juni 1852
De verkiezingen waren periodieke verkiezingen; zij werden gehouden vanwege de afloop van de zittingstermijn van een gekozen lid.
|                  | 8 juni |
| ---------------- | ------ |
| Kiesgerechtigden | 2.678  |
| Opkomst          | 1.407  |
| Geldige stemmen  | 1.383  |
| Blanco stemmen   | 17     |
| Kandidaten       |        |
| Æ. Mackay        | 878    |
| G.A. Fokker      | 443    |

## 17 mei 1853
De verkiezingen waren algemene verkiezingen; zij werden gehouden na ontbinding van de Tweede Kamer.
|                  | 17 mei |
| ---------------- | ------ |
| Kiesgerechtigden | 2.755  |
| Opkomst          | 2.260  |
| Geldige stemmen  | 4.468  |
| Blanco stemmen   | 40     |
| Kiesdrempel      | 1.117  |
| Kandidaten       |        |
| W. van Lynden    | 1.608  |
| Æ. Mackay        | 1.602  |
| W.H. Dullert     | 614    |
| P.P. van Bosse   | 591    |

## 13 juni 1854
De verkiezingen waren periodieke verkiezingen; zij werden gehouden vanwege de afloop van de zittingstermijn van een gekozen lid.
|                                 | 13 juni |
| ------------------------------- | ------- |
| Kiesgerechtigden                | 2.755   |
| Opkomst                         | 1.730   |
| Geldige stemmen                 | 1.713   |
| Blanco stemmen                  | 13      |
| Kandidaten                      |         |
| Æ. Mackay                       | 1.140   |
| W.H. Dullert                    | 488     |
| J.T.H. Nedermeyer van Rosenthal | 72      |

## 10 juni 1856
De verkiezingen waren periodieke verkiezingen; zij werden gehouden vanwege de afloop van de zittingstermijn van een gekozen lid.
|                  | 10 juni |
| ---------------- | ------- |
| Kiesgerechtigden | 2.861   |
| Opkomst          | 1.683   |
| Geldige stemmen  | 1.654   |
| Blanco stemmen   | 25      |
| Kandidaten       |         |
| W. van Lynden    | 1.096   |
| P.C. van Nahuijs | 516     |

## 8 juni 1858
De verkiezingen waren periodieke verkiezingen; zij werden gehouden vanwege de afloop van de zittingstermijn van een gekozen lid.
|                  | 8 juni |
| ---------------- | ------ |
| Kiesgerechtigden | 2.912  |
| Opkomst          | 1.180  |
| Geldige stemmen  | 1.096  |
| Blanco stemmen   | 62     |
| Kandidaten       |        |
| Æ. Mackay        | 987    |

## 12 juni 1860
De verkiezingen waren periodieke verkiezingen; zij werden gehouden vanwege de afloop van de zittingstermijn van een gekozen lid.
|                           | 12 juni |
| ------------------------- | ------- |
| Kiesgerechtigden          | 2.774   |
| Opkomst                   | 1.418   |
| Geldige stemmen           | 1.403   |
| Blanco stemmen            | 7       |
| Kandidaten                |         |
| W. van Lynden             | 940     |
| J.G.H. Tets van Goudriaan | 448     |

## 10 juni 1862
De verkiezingen waren periodieke verkiezingen; zij werden gehouden vanwege de afloop van de zittingstermijn van een gekozen lid.
|                  | 10 juni |
| ---------------- | ------- |
| Kiesgerechtigden | 2.853   |
| Opkomst          | 1.316   |
| Geldige stemmen  | 1.303   |
| Blanco stemmen   | 10      |
| Kandidaten       |         |
| Æ. Mackay        | 727     |
| G.A. de Meester  | 535     |

## 22 juli 1862
Æneas Mackay, gekozen bij de verkiezingen van 8 juni 1858 en voor een nieuwe periode van vier jaar herkozen op 10 juni 1862, trad op 1 juli 1862 af vanwege zijn benoeming als vicepresident van de Raad van State. Voor het nog resterende deel van de lopende zittingsperiode, die liep tot 15 september 1862, werd niet meer in de vacature voorzien. Voor de nieuwe zittingsperiode vanaf 15 september werd een naverkiezing gehouden.
|                                       | 22 juli |
| ------------------------------------- | ------- |
| Kiesgerechtigden                      | 2.853   |
| Opkomst                               | 1.592   |
| Geldige stemmen                       | 1.579   |
| Blanco stemmen                        | 12      |
| Kandidaten                            |         |
| G. Groen van Prinsterer               | 1.021   |
| P.C. van Nahuijs                      | 382     |
| J.J.A.A. van Pallandt van Westervoort | 125     |
| W.G. van Brantsen van de Zijp         | 29      |

## 14 juni 1864
De verkiezingen waren periodieke verkiezingen; zij werden gehouden vanwege de afloop van de zittingstermijn van een gekozen lid.
|                  | 14 juni |
| ---------------- | ------- |
| Kiesgerechtigden | 2.794   |
| Opkomst          | 1.805   |
| Geldige stemmen  | 1.781   |
| Blanco stemmen   | 19      |
| Kandidaten       |         |
| W. van Lynden    | 1.022   |
| J.F. Pringle     | 738     |

## 2 mei 1865
Guillaume Groen van Prinsterer, gekozen bij de verkiezingen van 22 juli 1862, trad op 6 april 1865 af vanwege gezondheidsredenen. Om in de ontstane vacature te voorzien werd een tussentijdse verkiezing gehouden.
|                                  | 2 mei |
| -------------------------------- | ----- |
| Kiesgerechtigden                 | 2.892 |
| Opkomst                          | 1.584 |
| Geldige stemmen                  | 1.543 |
| Blanco stemmen                   | 31    |
| Kandidaten                       |       |
| J.P.J.A. van Zuylen van Nijevelt | 916   |
| C.P. Henny                       | 601   |

## 12 juni 1866
De verkiezingen waren periodieke verkiezingen; zij werden gehouden vanwege de afloop van de zittingstermijn van een gekozen lid, Jules van Zuylen van Nijevelt. Deze was echter al op 1 juni 1866 afgetreden vanwege zijn toetreding tot het kabinet-Van Zuylen van Nijevelt. Vanwege de korte resterende duur van de zittingsperiode werd niet meer in de vacature voorzien; op 12 juni 1866 werd een verkiezing gehouden voor een nieuwe periode van vier jaar.
|                     | 12 juni |
| ------------------- | ------- |
| Kiesgerechtigden    | 2.892   |
| Opkomst             | 1.531   |
| Geldige stemmen     | 1.514   |
| Blanco stemmen      | 16      |
| Kandidaten          |         |
| L.W.C. Keuchenius   | 918     |
| W.T. Gevers Deynoot | 566     |

## 26 juni 1866
Willem van Lynden, gekozen bij de verkiezingen van 14 juni 1864, overleed op 1 juni 1866. Om in de ontstane vacature te voorzien werd een tussentijdse verkiezing gehouden.
|                                 | 26 juni |
| ------------------------------- | ------- |
| Kiesgerechtigden                | 2.892   |
| Opkomst                         | 1.471   |
| Geldige stemmen                 | 1.459   |
| Blanco stemmen                  | 9       |
| Kandidaten                      |         |
| C.Th. van Lynden van Sandenburg | 751     |
| W.T. Gevers Deynoot             | 438     |
| B.A. Reigers                    | 198     |
| W.G. van Brantsen van de Zijp   | 67      |

## 30 oktober 1866
De verkiezingen waren algemene verkiezingen; zij werden gehouden na ontbinding van de Tweede Kamer.
|                                 | 30 oktober |
| ------------------------------- | ---------- |
| Kiesgerechtigden                | 2.892      |
| Opkomst                         | 2.195      |
| Geldige stemmen                 | 4.225      |
| Blanco stemmen                  | 165        |
| Kiesdrempel                     | 1.056      |
| Kandidaten                      |            |
| L.W.C. Keuchenius               | 1.262      |
| C.Th. van Lynden van Sandenburg | 1.117      |
| L.A.J.W. Sloet van de Beele     | 889        |
| J.W. van Loon                   | 685        |
| B.A. Reigers                    | 166        |

## 22 januari 1868
De verkiezingen waren algemene verkiezingen; zij werden gehouden na ontbinding van de Tweede Kamer.
|                                | 22 januari | 4 februari |
| ------------------------------ | ---------- | ---------- |
| Kiesgerechtigden               | 3.022      | 3.022      |
| Opkomst                        | 1.795      | 2.505      |
| Geldige stemmen                | 3.566      | 4.964      |
| Blanco stemmen                 | 73         | 40         |
| Kiesdrempel                    | 892        | 1.241      |
| Kandidaten                     |            |            |
| W.H. Dullert                   | 880        | 1.261      |
| L.A.J.W. Sloet van de Beele    | 874        | 1.260      |
| G. Groen van Prinsterer        | 854        | 1.222      |
| C.T. van Lynden van Sandenburg | 854        | 1.221      |

## 8 juni 1869
De verkiezingen waren periodieke verkiezingen; zij werden gehouden vanwege de afloop van de zittingstermijn van een gekozen lid.
|                  | 8 juni |
| ---------------- | ------ |
| Kiesgerechtigden | 2.745  |
| Opkomst          | 2.189  |
| Geldige stemmen  | 2.171  |
| Blanco stemmen   | 13     |
| Kandidaten       |        |
| W.H. Dullert     | 1.181  |
| J.W. van Loon    | 986    |

## 13 juni 1871
De verkiezingen waren periodieke verkiezingen; zij werden gehouden vanwege de afloop van de zittingstermijn van een gekozen lid.
|                                  | 13 juni |
| -------------------------------- | ------- |
| Kiesgerechtigden                 | 2.863   |
| Opkomst                          | 1.987   |
| Geldige stemmen                  | 1.977   |
| Blanco stemmen                   | 8       |
| Kandidaten                       |         |
| J.P.J.A. van Zuylen van Nijevelt | 1.009   |
| L.A.J.W. Sloet van de Beele      | 923     |
| L.W.C. Keuchenius                | 32      |

## 10 juni 1873
De verkiezingen waren periodieke verkiezingen; zij werden gehouden vanwege de afloop van de zittingstermijn van een gekozen lid.
|                   | 10 juni |
| ----------------- | ------- |
| Kiesgerechtigden  | 2.980   |
| Opkomst           | 2.250   |
| Geldige stemmen   | 2.224   |
| Blanco stemmen    | 9       |
| Kandidaten        |         |
| W.H. Dullert      | 1.185   |
| H.A. van Rappard  | 626     |
| L.W.C. Keuchenius | 409     |

## 8 juni 1875
De verkiezingen waren periodieke verkiezingen; zij werden gehouden vanwege de afloop van de zittingstermijn van een gekozen lid.
|                                  | 8 juni | 22 juni |
| -------------------------------- | ------ | ------- |
| Kiesgerechtigden                 | 3.094  | 3.094   |
| Opkomst                          | 2.326  | 2.739   |
| Geldige stemmen                  | 2.317  | 2.728   |
| Blanco stemmen                   | 2      | 11      |
| Kandidaten                       |        |         |
| J.H. Geertsema                   | 1.025  | 1.426   |
| A.F. de Savornin Lohman          | 988    | 1.302   |
| J.P.J.A. van Zuylen van Nijevelt | 285    |         |

## 12 juni 1877
De verkiezingen waren periodieke verkiezingen; zij werden gehouden vanwege de afloop van de zittingstermijn van een gekozen lid.
|                                         | 12 juni |
| --------------------------------------- | ------- |
| Kiesgerechtigden                        | 3.338   |
| Opkomst                                 | 1.893   |
| Geldige stemmen                         | 1.876   |
| Blanco stemmen                          | 13      |
| Kandidaten                              |         |
| W.H. Dullert                            | 1.382   |
| A.J. Thomassen à Thuessink van der Hoop | 485     |

## 28 mei 1878
Johan Geertsema, gekozen bij de verkiezingen van 8 juni 1875, trad op 1 mei 1878 af vanwege zijn benoeming tot commissaris van de Koning in Overijssel. Om in de ontstane vacature te voorzien werd een tussentijdse verkiezing gehouden.
|                         | 28 mei | 11 juni |
| ----------------------- | ------ | ------- |
| Kiesgerechtigden        | 3.152  | 3.094   |
| Opkomst                 | 2.050  | 2.739   |
| Geldige stemmen         | 2.040  | 2.728   |
| Blanco stemmen          | 8      | 11      |
| Kandidaten              |        |         |
| O. van Rees             | 838    | 1.426   |
| W.C.J.J. Cremers        | 456    | 1.302   |
| A.F. de Savornin Lohman | 424    |         |
| W. van Goltstein        | 158    |         |
| J.F. Bijleveld          | 102    |         |
| G. van Oosterwijk       | 54     |         |

## 8 april 1879
Otto van Rees, gekozen bij de verkiezingen van 28 mei 1878, trad op 12 maart 1879 af vanwege zijn toetreding tot het kabinet-Kappeyne van de Coppello. Om in de ontstane vacature te voorzien werd een tussentijdse verkiezing gehouden.
|                         | 8 april |
| ----------------------- | ------- |
| Kiesgerechtigden        | 3.152   |
| Opkomst                 | 1.482   |
| Geldige stemmen         | 1.444   |
| Blanco stemmen          | 37      |
| Kandidaten              |         |
| A. Kool                 | 885     |
| A.F. de Savornin Lohman | 461     |
| O. van Rees             | 41      |

## 10 juni 1879
De verkiezingen waren periodieke verkiezingen; zij werden gehouden vanwege de afloop van de zittingstermijn van een gekozen lid.
|                               | 10 juni |
| ----------------------------- | ------- |
| Kiesgerechtigden              | 3.230   |
| Opkomst                       | 1.808   |
| Geldige stemmen               | 1.794   |
| Blanco stemmen                | 12      |
| Kandidaten                    |         |
| A. Kool                       | 991     |
| G.J.T. Beelaerts van Blokland | 467     |
| T.C.L. Wijnmalen              | 313     |

## 22 maart 1881
Willem Dullert, gekozen bij de verkiezingen van 12 juni 1877, overleed op 24 februari 1881. Om in de ontstane vacature te voorzien werd een tussentijdse verkiezing gehouden.
|                                 | 22 maart |
| ------------------------------- | -------- |
| Kiesgerechtigden                | 3.288    |
| Opkomst                         | 1.607    |
| Geldige stemmen                 | 1.594    |
| Blanco stemmen                  | 11       |
| Kandidaten                      |          |
| P.W. van der Sleijden           | 865      |
| A.P.R.C. van Borch van Verwolde | 380      |
| H.J. Enderlein                  | 300      |

## 14 juni 1881
De verkiezingen waren periodieke verkiezingen; zij werden gehouden vanwege de afloop van de zittingstermijn van een gekozen lid.
|                               | 14 juni |
| ----------------------------- | ------- |
| Kiesgerechtigden              | 3.389   |
| Opkomst                       | 2.181   |
| Geldige stemmen               | 2.159   |
| Blanco stemmen                | 18      |
| Kandidaten                    |         |
| P.W. van der Sleijden         | 1.084   |
| G.J.T. Beelaerts van Blokland | 1.069   |

## 12 juni 1883
De verkiezingen waren periodieke verkiezingen; zij werden gehouden vanwege de afloop van de zittingstermijn van een gekozen lid.
|                                 | 12 juni |
| ------------------------------- | ------- |
| Kiesgerechtigden                | 3.501   |
| Opkomst                         | 2.808   |
| Geldige stemmen                 | 2.791   |
| Blanco stemmen                  | 11      |
| Kandidaten                      |         |
| A. Schimmelpenninck van der Oye | 1.490   |
| H.C. Verniers van der Loeff     | 1.298   |

## 28 oktober 1884
De verkiezingen waren algemene verkiezingen; zij werden gehouden na ontbinding van de Tweede Kamer.
|                                 | 28 oktober | 11 november |
| ------------------------------- | ---------- | ----------- |
| Kiesgerechtigden                | 3.616      | 3.616       |
| Opkomst                         | 3.091      | 3.384       |
| Geldige stemmen                 | 6.148      | 3.370       |
| Blanco stemmen                  | 40         | 10          |
| Kiesdrempel                     | 1.537      | 1.685       |
| Kandidaten                      |            |             |
| P.W. van der Sleijden           | 1.549      |             |
| W. Rooseboom                    | 1.529      | 1.696       |
| A. Schimmelpenninck van der Oye | 1.536      | 1.674       |
| W.G. Brantsen van de Zijp       | 1.499      |             |

## 18 juni 1885
Willem Rooseboom, gekozen bij de verkiezingen van 28 oktober 1884, trad op 22 mei 1885 af vanwege zijn bevordering tot majoor. Om in de ontstane vacature te voorzien werd een tussentijdse verkiezing gehouden.
|                                 | 18 juni |
| ------------------------------- | ------- |
| Kiesgerechtigden                | 3.718   |
| Opkomst                         | 1.642   |
| Geldige stemmen                 | 1.559   |
| Blanco stemmen                  | 75      |
| Kandidaten                      |         |
| W. Rooseboom                    | 1.454   |
| A. Schimmelpenninck van der Oye | 83      |

## 15 juni 1886
De verkiezingen waren algemene verkiezingen; zij werden gehouden na ontbinding van de Tweede Kamer.
|                                 | 15 juni |
| ------------------------------- | ------- |
| Kiesgerechtigden                | 3.891   |
| Opkomst                         | 3.662   |
| Geldige stemmen                 | 7.281   |
| Blanco stemmen                  | 43      |
| Kiesdrempel                     | 1.820   |
| Kandidaten                      |         |
| P.W. van der Sleijden           | 1.844   |
| W. Rooseboom                    | 1.836   |
| A. Schimmelpenninck van der Oye | 1.807   |
| R. Melvil van Lynden            | 1.774   |

## 23 november 1886
Philipe van der Sleijden, gekozen bij de verkiezingen van 15 juni 1886, trad op 1 november 1886 af vanwege zijn bevordering tot inspecteur der waterstaat van de 1e klasse. Om in de ontstane vacature te voorzien werd een tussentijdse verkiezing gehouden.
|                           | 23 november |
| ------------------------- | ----------- |
| Kiesgerechtigden          | 3.891       |
| Opkomst                   | 1.272       |
| Geldige stemmen           | 1.207       |
| Blanco stemmen            | 65          |
| Kandidaten                |             |
| P.W. van der Sleijden     | 1.152       |
| W.G. Brantsen van de Zijp | 39          |

## 1 september 1887
De verkiezingen waren algemene verkiezingen; zij werden gehouden na ontbinding van de Tweede Kamer.
|                                 | 1 september |
| ------------------------------- | ----------- |
| Kiesgerechtigden                | 3.879       |
| Opkomst                         | 2.605       |
| Geldige stemmen                 | 5.082       |
| Blanco stemmen                  | 124         |
| Kiesdrempel                     | 1.271       |
| Kandidaten                      |             |
| P.W. van der Sleijden           | 1.644       |
| W. Rooseboom                    | 1.643       |
| A. Schimmelpenninck van der Oye | 889         |
| R. Melvil van Lynden            | 820         |

## Voortzetting
Na de grondwetsherziening van 1887 werden de meervoudige kiesdistricten opgeheven; het kiesdistrict Arnhem werd derhalve omgezet in een enkelvoudig kiesdistrict. De gemeenten Doorwerth, Elst, Hemmen, Heteren, Renkum, Valburg en Wageningen werden toegevoegd aan het kiesdistrict Elst, de gemeenten Duiven, Huissen, Rheden, Rosendaal en Westervoort aan het kiesdistrict Rheden en de gemeente Brummen aan het kiesdistrict Zutphen.